# Bennohöhle
Die Bennohöhle ist eine durch Trümmerblöcke aus Sandstein entstandene Klufthöhle im Bielatal in der Sächsischen Schweiz. Sie liegt südlich der Ottomühle oberhalb der Biela auf der orografisch linken Talseite und ist für Besucher zugänglich. Die Höhle ist insgesamt etwa 35 m lang und 13,5 m tief.
Erstmals zugänglich gemacht wurde die schon lange bekannte Höhle im Jahr 1824 durch den Rosenthaler Förster Puttrich sowie die Besitzer der Ottomühle und der Wormsmühle im Bielatal. Ziel war es, damit Wanderer und Touristen, die um diese Zeit die Sächsische Schweiz als romantische Landschaft entdeckten, anzulocken. Beschrieben wurde sie erstmals 1825 durch den Höhlen- und Naturforscher Carl Merkel, der auch weitere Höhlen und Sehenswürdigkeiten des Bielatals beschrieb.
In der Höhle befindet sich eine nur noch schwach lesbare eingemeißelte Inschrift an der hinteren Höhlenwand:

„M.v.Donjn 1401. Benno“

Neben der Inschrift wurde auch ein Kelch eingemeißelt. Merkel vermutete 1825 aufgrund der Inschrift, dass sich im Zuge der Dohnaischen Fehde hier 1401 der Burggraf Otto Maul von Dohna, der Bruder des Burggrafen Jeschke von Dohna auf der Flucht vor dem Markgraf Wilhelm dem Einäugigen von Meißen versteckt hatte. Weitere Vermutungen erstreckten sich auf einen Eremiten namens Benno, der als verfolgter Hussit hier gelebt habe und auch gestorben sei. Der Hussitenkelch sei von seinen Glaubensgenossen anlässlich seiner Beisetzung in der Höhle angebracht worden. Bei der Inschrift handelte es sich allerdings um eine neuzeitliche Fälschung durch die Erschließer der Höhle, wie anhand der modernen Schreibweise der Ziffer 4 bald entdeckt wurde. Trotzdem ranken sich um die Höhle und die Inschrift auch weitere Sagen, etwa von einem italienischen Gold- und Edelsteinsucher, der hier seine gefundenen Schätze vergraben haben soll.
Um 1850 wurde der bisherige, nur über eine Leiter nutzbare Eingang zur Bennohöhle durch einen künstlich aus dem Fels ausgeschlagenen Zugang ersetzt. Der frühere Zugang kann aufgrund der fehlenden Leiter seither nur kletternd begangen werden.
Aufgrund der versteckten Lage und der Tiefe hält sich im Eingangsbereich der Bennohöhle wie auch an anderen Stellen des Bielatals, beispielsweise dem Eisloch im Winter gefallener Schnee oft bis in den Sommer. In der Nähe der Bennohöhle befinden sich weitere, allerdings nur für Kletterer und Höhlenforscher zugängliche Klufthöhlen, von denen die Tiefe Höhle mit 45 m Länge und über 22 m Tiefe die tiefste Höhle des Bielatals ist.